# خورشیدگرفتگی ۲۳ اکتبر ۱۹۷۶
خورشیدگرفتگی ۲۳ اکتبر ۱۹۷۶ (به انگلیسی: Solar eclipse of October 23, 1976) یک خورشیدگرفتگی از نوع خورشیدگرفتگی کامل است. این خورشیدگرفتگی در تاریخ ۲۳ اکتبر ۱۹۷۶ میلادی (‎۱ آبان ۱۳۵۵ خورشیدی) روی داد که زمان اوج آن، ساعت ۵:۱۳:۴۵ به‌وقت ساعت هماهنگ جهانی بوده‌است. مدت زمان و طول این خورشیدگرفتگی ۴ دقیقه و ۴۶ ثانیه بود.